# East Coast Bays Association Football Club
Maillots
Dernière mise à jour : 6 décembre 2024.
East Coast Bays Association Football Club est un club néo-zélandais de football basé à Northcross dans la banlieue de North Shore City. Fondé en 1959, il dispute une saison en championnat de Nouvelle-Zélande lors de la saison 1982. Il remporte la Coupe de Nouvelle-Zélande en 2008.

## Historique
East Coast Bays AFC est créée en 1958 à la suite d'une réunion publique et quatre équipes juniors sont engagées dans les différents championnats en 1959. Le club choisit les couleurs du Glasgow Rangers car plusieurs de ses membres sont supporters de cette équipe.
Le club est invité à participer à la Ligue du Nord, lors de la création de la compétition, en 1975. L'équipe remporte le titre en 1981 et rejoint alors le championnat de Nouvelle-Zélande. Lors de cette saison, le club termine 11e avec quatre victoires et quatre nuls pour 14 défaites et se retrouve relégué.
Installé tout d'abord au Windsor Park, le club doit ensuite déménager au Mairangi Park puis, en 1991, au Bay City Park. Vainqueur de la Coupe de Nouvelle-Zélande en 2008, le club remporte ensuite l'US1 Premiership, deuxième division de la Ligue du Nord, en 2009 et, la saison suivante, le titre en Ligue du Nord pour la deuxième fois de son histoire.

## Palmarès
- Coupe de Nouvelle-Zélande
  - Vainqueur : 2008

- Ligue du Nord de football
  - Vainqueur : 1981 et 2010

- US1 Premiership
  - Vainqueur : 2009